# Crosbya nervosa
Crosbya nervosa là một loài Rêu trong họ Hookeriaceae. Loài này được (Hook. f. & Wilson) Vitt mô tả khoa học đầu tiên năm 1977.